# Ikub 1a
Ikub 1a – polski szybowiec amatorski, skonstruowany w dwudziestoleciu międzywojennym.

## Historia
Jan Kubicki, chemik z Warszawy, zaprojektował w 1922 roku szybowiec, który został zbudowany latem 1923 roku. Oblot został wykonany w okolicach Warszawy w lipcu. 
We wrześniu 1923 roku na szybowcu Ikub 1a wystartował w I Konkursie Ślizgowców w Białce Tatrzańskiej k. Nowego Targu. Podczas tych zawodów w klasyfikacji ogólnej zajął II miejsce, ponadto wykonano na nim pierwszy na świecie nocny lot szybowcem trwający 1 min 40 sek.
Szybowiec w późniejszym czasie był prezentowany na wystawie lotniczej w Warszawie. Dalsze jego losy nie są znane.

## Konstrukcja
Jednomiejscowy szybowiec w układzie górnopłatu typu „parasol” o konstrukcji drewnianej.
Kadłub o przekroju czterokątnym, o konstrukcji podłużnicowej. Na kadłubie znajdowała się wieżyczka wykonana z stalowych rur, do której był zamocowany płat. Kabina pilota odkryta, wyposażona w drążek sterowy i orczyk. Pokrycie wykonano ze sklejki olchowej. Baldachim łączący kadłub z płatem wykonano z rur stalowych.
Płat dwudźwigarowy, niedzielony, o obrysie prostokątno-trapezowym. Kryty całkowicie płótnem, wyposażony w lotki o napędzie linkowym. Usztywniony naciągami linkowymi biegnącymi do kadłuba i kozła na centropłacie.
Usterzenie klasyczne, krzyżowe. Statecznik pionowy stanowił integralną część kadłuba, statecznik poziomy dwudzielny usztywniony naciągami. Powierzchnie sterowe kryte płótnem. Stery o napędzie linkowym.
Podwozie trójpunktowe ze stałą, amortyzowaną płozą ogonową. Podwozie główne wykonane z rur stalowych, koła amortyzowane sznurami gumowymi. Dodatkowo pośrodku osi podwozia znajdowała się drewniana płoza chroniąca kadłub.